# Takutu
Takutu je rijeka u Gvajani. Pritoka je rijeke Siparuni i pripada porječju rijeke Essequibo.